# Pézenas

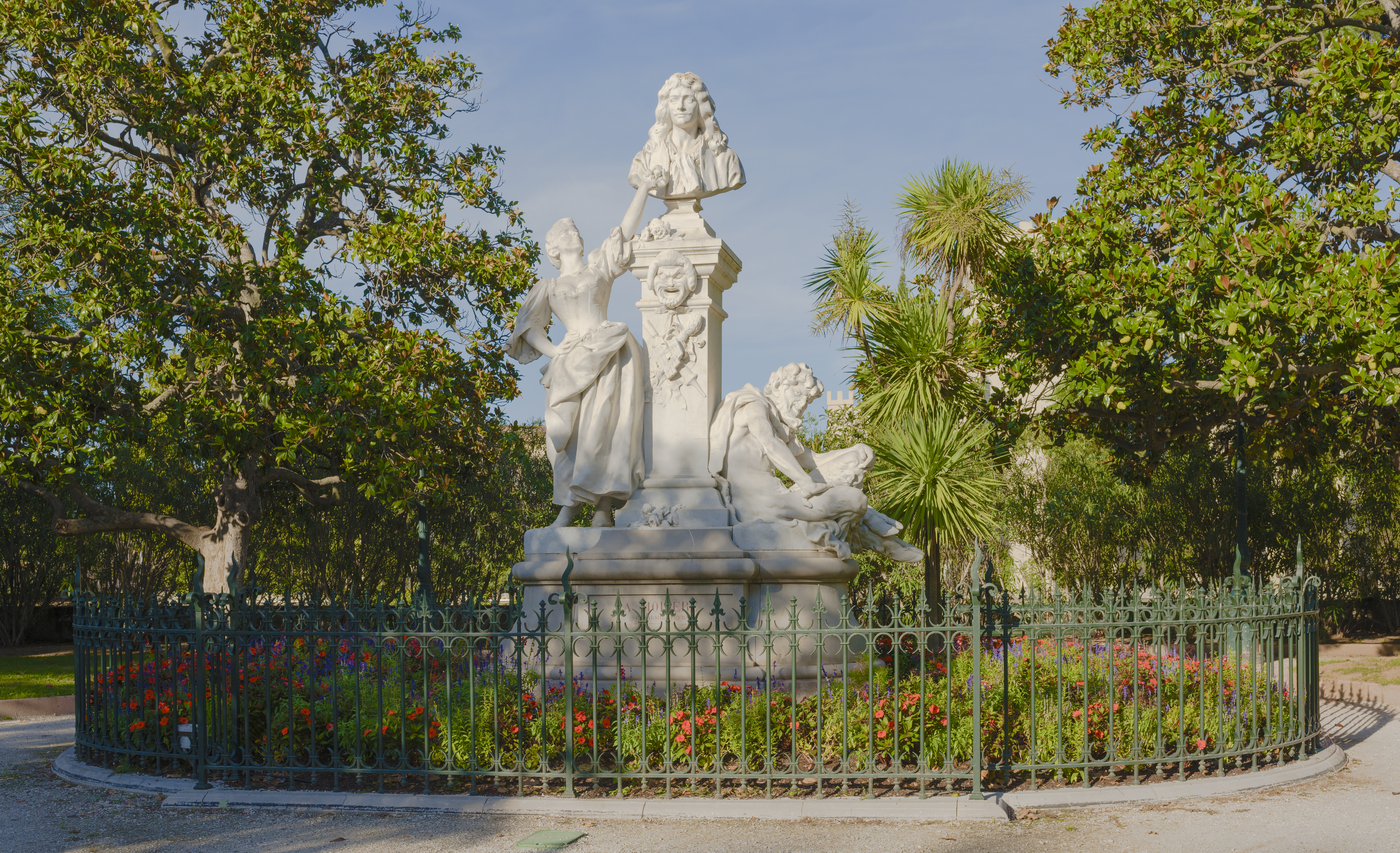
Monumento a Molière

Pézenas (en occitano, Pesenàs) es una comuna francesa situada en el departamento de Hérault, en la región de Occitania.
La localidad tiene varias residencias de finales de la Edad Media y numerosas mansiones de los siglos XVII y XVIII.
Su centro histórico fue uno de los primeros sectores salvaguardados por la ley Malraux, en 1965. Esto permitió una restauración cualitativa de muchas mansiones privadas.
Forma parte de la asociación "Los desvíos más bellos de Francia" (Les plus beaux détours de France).
Con su compañía itinerante, el Illustre Théâtre, Molière residió regularmente en Pézenas entre 1646 y 1655.

## Demografía
| 7198 | 9103 | 7707 | 7519 | 7613 | 7443 | 7857 |
| Para los censos de 1962 a 1999 la población legal corresponde a la población sin duplicidades (Fuente: INSEE [Consultar]) |      |      |      |      |      |      |